# Bisdom Huarí
Het bisdom Huarí (Latijn: Dioecesis Huariensis) is een rooms-katholiek bisdom met als zetel Huari, in Peru. Het bisdom is suffragaan aan het aartsbisdom Trujillo. 

## Geschiedenis
Het bisdom werd opgericht op 15 mei 1958, als de territoriale prelatuur Huarí, uit delen van de bisdommen Huánuco en Huaraz, en was suffragaan aan het aartsbisdom Lima. Op 13 juni 1966 veranderde het van kerkprovincie en werd suffragaan aan het aartsbisdom Trujillo. Op 2 april 2008 werd het verheven tot bisdom. 

## Parochies
Het bisdom had in 2021 een oppervlakte van 25.000 km2 en telde 374.400 inwoners waarvan 96,3% rooms-katholiek was.

## Ordinarii

### Prelaten
- Marco Libardoni (15 mei 1958 - 25 oktober 1966)
- Dante Frasnelli Tarter (3 augustus 1967 - 13 juni 2001)
- Antonio Santarsiero Rosa (13 juni 2001 - 4 februari 2004)

### Bisschoppen
- Ivo Baldi Gaburri (4 februari 2004 - 11 juni 2021)
  - Giorgio Barbetta Manzocchi (hulpbisschop: 12 december 2019 - heden; apostolisch administrator sinds 14 juni 2021)
- sedisvacatie

Trujillo (aartsbisdom) · Cajamarca · Chimbote · Huamachuco (territoriale prelatuur) · Huaraz · Huarí · Moyobamba (territoriale prelatuur)